# NGC 3387
NGC 3387 este o galaxie LINER situată în constelația Sextantul. A fost descoperită în 9 aprilie 1828 de către John Herschel. Se află la o distanță de 148,19 de megaparseci de Pământ.